# Pinna deltodes
Pinna deltodes is een tweekleppigensoort uit de familie van de Pinnidae. De wetenschappelijke naam van de soort is voor het eerst geldig gepubliceerd in 1843 door Menke.